# Enrique Abaroa
Enrique Abaroa Martínez (ur. 10 stycznia 1974 w Monterrey) – meksykański tenisista, reprezentant w Pucharze Davisa, olimpijczyk z Sydney (2000).

## Kariera tenisowa
Startując w gronie juniorów Abaroa wygrał French Open 1992 w grze podwójnej chłopców partnerując Grantowi Doyle. Wspólnie z Alexem Rădulescu został półfinalistą debla chłopców na Wimbledonie 1992.
Już jako zawodowiec, nigdy nie wygrał turnieju rangi ATP World Tour. Został zwycięzcą 1 zawodów z cyklu ATP Challenger Tour w grze podwójnej.
Abaroa raz zagrał w igrzyskach olimpijskich, w Sydney (2000) w konkurencji debla razem z Alejandrem Hernándezem. Meksykanie odpadli z rywalizacji w 1 rundzie pokonani przez Południowoafrykańczyków Davida Adamsa i Johna-Laffnie de Jagera.
W lipcu roku 2001 reprezentował Meksyk w Pucharze Davisa przeciwko Kanadzie. Przegrał mecz deblowy partnerując Óscarowi Ortizowi z Frédérikiem Niemeyerem i Jerrym Turkiem.
W rankingu gry pojedynczej najwyżej był na 607. miejscu (2 sierpnia 1993), a w klasyfikacji gry podwójnej na 170. pozycji (10 lipca 2000).